# Steinberg (Langwedel)
Steinberg ist ein Ortsteil des zu dem Flecken Langwedel gehörenden Ortes Etelsen. Er hat zwischen 300 und 350 Einwohnern. Das Dorfleben wird durch den Schützenverein Steinberg geprägt, der jährlich das Schützenfest und das Erntefest organisiert.
In Steinberg gibt es etwa 25 Gewerbebetriebe, unter anderem unterhält die Firma Bofrost dort eine Niederlassung.
Von 1948 an bis in die 1960er Jahre bestand auf dem Steinberg eine Zwergschule.

## Friedhof Steinberg
In Steinberg gibt es einen Friedhof, der von den Bewohnern selbst angelegt wurde. Dies ist eine Besonderheit, ein paar alteingesessene Familien haben dazu auf eigene Kosten ein Grundstück gekauft. Der Friedhof verfügt auch über eine kleine Kapelle.
Steinberg gehört kirchlich gesehen nicht zur Kirche in Etelsen, sondern zur evangelisch-lutherischen Lukas-Kirche in der Nachbargemeinde Posthausen, obwohl Steinberg politisch nicht zu Posthausen gehört, sondern ein Ortsteil von Etelsen ist. Die Gemeinde Posthausen übernimmt auch die Friedhofsverwaltung, da ein Friedhof nicht von Privatpersonen geführt werden darf.